# Seznam kulturních památek v Pšově
Tento seznam nemovitých kulturních památek v obci Pšov v okrese Karlovy Vary vychází z  Ústředního seznamu kulturních památek ČR, který na základě zákona č. 20/1987 Sb., o státní památkové péči, vede Národní památkový ústav jako ústřední organizace státní památkové péče. Údaje jsou průběžně upřesňovány, přesto mohou obsahovat i řadu věcných a formálních chyb a nepřesností či být neaktuální. 
Pokud byly některé části dotčeného území vyčleněny do samostatných seznamů, měly by být odkazy na tyto dílčí seznamy uvedeny v úvodu tohoto seznamu nebo v úvodu příslušné sekce seznamu.

## Borek
|  | Kategorie „Štědrý hrádek “ na Wikimedia Commons | Hledat fotografie a kategorie ve Wikimedia Commons podle rejstříkového čísla památky | Nahrát snímek k tomuto tématu do úložiště Wikimedia Commons |  |

|  |  | Hledat fotografie a kategorie ve Wikimedia Commons podle rejstříkového čísla památky | Nahrát snímek k tomuto tématu do úložiště Wikimedia Commons |  |

## Chlum
|  | Kategorie „Church of Saint Giles (Chlum) “ na Wikimedia Commons | Hledat fotografie a kategorie ve Wikimedia Commons podle rejstříkového čísla památky | Nahrát snímek k tomuto tématu do úložiště Wikimedia Commons |  |

|  |  | Hledat fotografie a kategorie ve Wikimedia Commons podle rejstříkového čísla památky | Nahrát snímek k tomuto tématu do úložiště Wikimedia Commons |  |

|  |  | Hledat fotografie a kategorie ve Wikimedia Commons podle rejstříkového čísla památky | Nahrát snímek k tomuto tématu do úložiště Wikimedia Commons |  |

|  |  | Hledat fotografie a kategorie ve Wikimedia Commons podle rejstříkového čísla památky | Nahrát snímek k tomuto tématu do úložiště Wikimedia Commons |  |

## Kobylé
|  | Kategorie „Kobylé 4 “ na Wikimedia Commons | Hledat fotografie a kategorie ve Wikimedia Commons podle rejstříkového čísla památky | Nahrát snímek k tomuto tématu do úložiště Wikimedia Commons |  |

|  | Kategorie „Church of the Exaltation of the Holy Cross (Kobylé) “ na Wikimedia Commons | Hledat fotografie a kategorie ve Wikimedia Commons podle rejstříkového čísla památky | Nahrát snímek k tomuto tématu do úložiště Wikimedia Commons |  |

## Kolešov
| Památka                                      | Fotografie                                                                   | Rejstříkové číslo v ÚSKP                                                             | Sídelní útvar                                               | Poloha                                      | Popis a poznámky |
| -------------------------------------------- | ---------------------------------------------------------------------------- | ------------------------------------------------------------------------------------ | ----------------------------------------------------------- | ------------------------------------------- | --- |
| Sousoší svaté Anny a Panny Marie (Q37424425) | \| \| \| \| \| \|                                                            | 19719/4-911 Pam. katalog MIS                                                         | Kolešov                                                     | Kolešov 50°4′9,36″ s. š., 13°12′2,66″ v. d. | Sousoší sv. Anny a P. Marie · Poznámka: Počátkem 60. let 20. stol. sousoší rozvaleno a plastika sv. Anny později umístěna do žlutického muzea, kde se nachází dodnes. Stávala na rozcestí SV od vsi pod mohutnou lípou (zachyceno na obrázku), kde po ní v létě 2015 již nebylo žádných stop. Podrobnější popis památky a jejich osudů uvádí J. Vyčichlo na stránce: http://www.pamatkyaprirodakarlovarska.cz/kolesov-socha-sv-anny · Zapsáno do státního seznamu před rokem 1988. |
|                                              | Kategorie „Sousoší svaté Anny a Panny Marie (Kolešov) “ na Wikimedia Commons | Hledat fotografie a kategorie ve Wikimedia Commons podle rejstříkového čísla památky | Nahrát snímek k tomuto tématu do úložiště Wikimedia Commons |                                             | |

## Močidlec
|  | Kategorie „Statue of Saint John of Nepomuk in Močidlec “ na Wikimedia Commons | Hledat fotografie a kategorie ve Wikimedia Commons podle rejstříkového čísla památky | Nahrát snímek k tomuto tématu do úložiště Wikimedia Commons |  |

|  | Kategorie „Church of Saint James the Greater (Močidlec) “ na Wikimedia Commons | Hledat fotografie a kategorie ve Wikimedia Commons podle rejstříkového čísla památky | Nahrát snímek k tomuto tématu do úložiště Wikimedia Commons |  |

|  | Kategorie „Ecce homo statue in Močidlec “ na Wikimedia Commons | Hledat fotografie a kategorie ve Wikimedia Commons podle rejstříkového čísla památky | Nahrát snímek k tomuto tématu do úložiště Wikimedia Commons |  |

|  | Kategorie „Holy Trinity Column in Močidlec “ na Wikimedia Commons | Hledat fotografie a kategorie ve Wikimedia Commons podle rejstříkového čísla památky | Nahrát snímek k tomuto tématu do úložiště Wikimedia Commons |  |

|  | Kategorie „Rectory in Močidlec “ na Wikimedia Commons | Hledat fotografie a kategorie ve Wikimedia Commons podle rejstříkového čísla památky | Nahrát snímek k tomuto tématu do úložiště Wikimedia Commons |  |

## Novosedly
| Památka                                | Fotografie        | Rejstříkové číslo v ÚSKP                                                             | Sídelní útvar                                               | Poloha                                            | Popis a poznámky                                                                        |
| -------------------------------------- | ----------------- | ------------------------------------------------------------------------------------ | ----------------------------------------------------------- | ------------------------------------------------- | --------------------------------------------------------------------------------------- |
| Holubník u usedlosti č. 20 (Q38035571) | \| \| \| \| \| \| | 25180/4-4182 Pam. katalog MIS                                                        | Novosedly                                                   | Novosedly 20 50°2′19,29″ s. š., 13°12′4,75″ v. d. | Venkovská usedlost, z toho jen: holubník · Zapsáno do státního seznamu před rokem 1988. |
|                                        |                   | Hledat fotografie a kategorie ve Wikimedia Commons podle rejstříkového čísla památky | Nahrát snímek k tomuto tématu do úložiště Wikimedia Commons |                                                   |                                                                                         |

## Semtěš
| Památka                       | Fotografie                                                               | Rejstříkové číslo v ÚSKP                                                             | Sídelní útvar                                               | Poloha                                      | Popis a poznámky                                              |
| ----------------------------- | ------------------------------------------------------------------------ | ------------------------------------------------------------------------------------ | ----------------------------------------------------------- | ------------------------------------------- | ------------------------------------------------------------- |
| Socha Panny Marie (Q38095004) | \| \| \| \| \| \|                                                        | 32768/4-1026 Pam. katalog MIS                                                        | Semtěš                                                      | Semtěš 50°4′17,74″ s. š., 13°8′47,96″ v. d. | Socha P. Marie · Zapsáno do státního seznamu před rokem 1988. |
|                               | Kategorie „Statue of Virgin Mary in Semtěš (Pšov) “ na Wikimedia Commons | Hledat fotografie a kategorie ve Wikimedia Commons podle rejstříkového čísla památky | Nahrát snímek k tomuto tématu do úložiště Wikimedia Commons |                                             |                                                               |